# Ревелл, Грэм
Грэм Ревелл (англ. Graeme Revell; род. 23 октября 1955) — новозеландский музыкант и композитор, получивший известность на рубеже на 1970—1980-х годов как сооснователь и ведущий участник индастриал-группы SPK; после роспуска последней он работал преимущественно в жанре киномузыки .
С 1970-х годов Ревелл — сначала в рамках SPK, а позднее самостоятельно — сотрудничал с дарк-эмбиент-музыкантом Брайаном Уильямсом; под влиянием Ревелла последний начал записываться в рамках проекта Lustmord.

## Саундтреки

### Фильмы
| - 1989 — Мёртвый штиль / Dead Calm - 1990 — Психо 4: В начале / Psycho IV: The Beginning - 1990 — Ускользающий идеал / Till There Was You - 1990 — Спонтанное возгорание / Spontaneous Combustion - 1990 — Детские игры 2 / Child’s Play 2 - 1991 — Deadly - 1991 — Когда наступит конец света / Until the End of the World - 1992 — Рука, качающая колыбель / The Hand That Rocks the Cradle - 1992 — Love Crimes - 1992 — Кровавый след / Traces of Red - 1993 — Тело как улика / Body of Evidence - 1993 — Елена в ящике / Boxing Helena - 1993 — Не слышу зла / Hear No Evil - 1993 — Увлечение / The Crush - 1993 — Призрак в машине / Ghost in the Machine - 1993 — Трудная мишень / Hard Target - 1994 — Ворон / The Crow - 1994 — Побег невозможен / No Escape - 1994 — Уличный боец / Street Fighter - 1994 — Японский городовой / S.F.W. - 1995 — Танкистка / Tank Girl - 1995 — The Basketball Diaries - 1995 — Могучие морфы: Рейнджеры силы / Mighty Morphin Power Rangers: The Movie - 1995 — Тугая петля / The Tie That Binds - 1995 — Странные дни / Strange Days - 1996 — В погоне за солнцем / Race the Sun - 1996 — От заката до рассвета / From Dusk Till Dawn - 1996 — Беглецы / Fled - 1996 — Колдовство / The Craft - 1996 — Ворон: Город Ангелов / The Crow: City of Angels - 1996 — Killer: A Journal of Murder - 1997 — Святой / The Saint - 1997 — Спаун / Spawn - 1997 — Chinese Box - 1997 — Suicide Kings - 1998 — The Big Hit - 1998 — Феникс / Phoenix - 1998 — Переговорщик / The Negotiator - 1998 — Strike! - 1998 — Lulu on the Bridge - 1998 — Невеста Чаки / Bride of Chucky - 1998 — Осада / The Siege | - 1999 — Рука-убийца / Idle Hands - 1999 — Bats - 1999 — Танго втроём / Three to Tango - 1999 — Buddy Boy - 1999 — Свой человек / The Insider - 2000 — Сплетня / Gossip - 2000 — Чёрная дыра / Pitch Black - 2000 — Красная планета / Red Planet - 2000 — Attraction - 2000 — Calle 54 - 2000 — Титан: После гибели Земли / Titan A.E. - 2001 — Кокаин / Blow - 2001 — Double Take - 2001 — Не говори ни слова / Don’t Say a Word - 2001 — Лара Крофт: Расхитительница гробниц / Lara Croft: Tomb Raider - 2001 — Природа Человека / Human Nature - 2002 — Возмещение ущерба / Collateral Damage - 2002 — Глубина / Below - 2002 — Особо тяжкие преступления / High Crimes - 2003 — Открытое море / Open Water - 2003 — Вне времени / Out of Time - 2003 — Фредди против Джейсона / Freddy vs. Jason - 2003 — Сорвиголова / Daredevil - 2004 — Широко шагая / Walking Tall - 2004 — Хроники Риддика / The Chronicles of Riddick - 2005 — Нападение на 13-й участок / Assault on Precinct 13 - 2005 — Miss Congeniality 2: Armed & Fabulous - 2005 — Город Грехов / Sin City - 2005 — Приключения Шаркбоя и Лавы / The Adventures of Shark Boy & Lava Girl - 2005 — Гол! / Goal! - 2005 — Крутые времена / Harsh Times - 2005 — Туман / The Fog - 2005 — Эон Флакс / Æon Flux - 2006 — Мариголд: Путешествие в Индию / Marigold - 2007 — Грайндхаус / Grindhouse - 2007 — Пограничный городок / Bordertown - 2008 — Ананасовый экспресс / Pineapple Express - 2008 — Короли улиц / Street Kings - 2008 — Руины / The Ruins - 2010 — Kites - 2010 — Эксперимент / The Experiment - 2011 — Челюсти 3D / Shark Night 3D - 2013 — Риддик / Riddick |

### Телесериалы
- 1988 — Бангкок Хилтон / Bangkok Hilton
- 1995 — Down Came a Blackbird
- 1996 — Tomb Raider
- 1998 — Dennis the Menace Strikes Again!
- 1999 — Bats Abound
- 2000 — Дюна / Frank Herbert’s Dune
- 2001 — Anne Frank: The Whole Story
- 2002 — C.S.I.: Место преступления Майами / CSI: Miami
- 2003 — Kung Faux
- 2004 — Legends
- 2011 — Река / The River
- 2014—2015 — Готэм / Gotham

### Игры
- 2005 — Call of Duty 2
- 2005 — Call of Duty 2: Big Red One